# Lluer
El lluer eurasiàtic o senzillament lluer (Spinus spinus), anomenat lluonet a les Illes, i clèrum, gavatxet, llogueret, joqueret, lloveret, lluidet, niueret, llauiset, nic, niquet, nyic, nyiquet, tiro, tiroret, franceset, mentiró, mentironet, lliberal al País Valencià, és un fringíl·lid de petites proporcions i de distribució paleàrtica, que a Catalunya es comporta bàsicament com a hivernant.

## Descripció
Fa 11 cm i pot arribar, a tot estirar, a pesar 14 g.Quan és observat al camp, destaca el seu reclam inconfusible, que consisteix en un «tsu-it» emès contínuament durant el vol ondulat, però àgil, que deixa veure uns tons generals verds groguencs, amb groc a la cua i al carpó.
Tanmateix, el lluer presenta un marcat dimorfisme sexual pel que fa a la coloració. El mascle mostra coloració negra al cap, la qual sempre és inexistent en la femella. El capell és negre, però no arriba a formar un casquet. A la gola poden presentar una taqueta també negra. La quantitat i extensió de negre és un tret sotmès a la variació individual entre els mascles. Les parts superiors són llistades en negre sobre un fons verd groguenc. En la femella són grises verdoses ratllades de bru fosc. Els mascles tenen el carpó groc verdós uniforme, que esdevé ratllat en les femelles. El pit i els flancs del coll són d'un color groc uniforme o verdós. Els mascles també tenen els flancs grocs, però sempre ratllats de negre.
La forma del bec del lluer ve determinada pels seus hàbits d'alimentació. És fort encara que també és esvelt per recollir les llavors de les quals s'alimenten. Les cames i els peus són de color marró fosc i els ulls són negres. Té un patró de vol ràpid i delimitat que és similar a altres pinsans.
Les plomes de les ales deixen veure, en vol, un dibuix de dues franges grogues estretes i una de terminal més ampla.

## Costums
Quan roman, a l'hivern, a Catalunya, hom el veu agrupat en petits esbarts que divaguen entre les comunitats arvenses i ruderals, cercant les llavors i granes de les males herbes, encara que també es nodreix de pinyons de pi blanc o d'altres coníferes, i sent especial predilecció pels fruits del vern. S'alimenta igualment de borrons i brots tendres.
Es barreja amb altres fringíl·lids, formant els tan característics estols mixtos, que deambulen erràticament arreu. Quan mengen, ho fan sovint penjats dels branquillons prims i amb una postura invertida, que resulta realment acrobàtica.
Per tal de fer assequibles els fruits, el lluer s'ajuda sovint de les potes, bo i subjectant-se a les tiges i branques primes. Pel seu caràcter mansoi, sovint és engabiat.

## Hàbitat
Ha niat al Pirineu i sembla que ho fa regularment en algunes localitats d'alta muntanya, bé que sempre en boscos de coníferes. També ha criat al Baix Berguedà i al nord del Bages. L'àrea típica de cria n'és al centre i al nord d'Europa. És, doncs, un migrador que sovint apareix en nombre extraordinari, constituint autèntiques invasions o irrupcions de tipus asincrònic.

## Galeria d'imatges

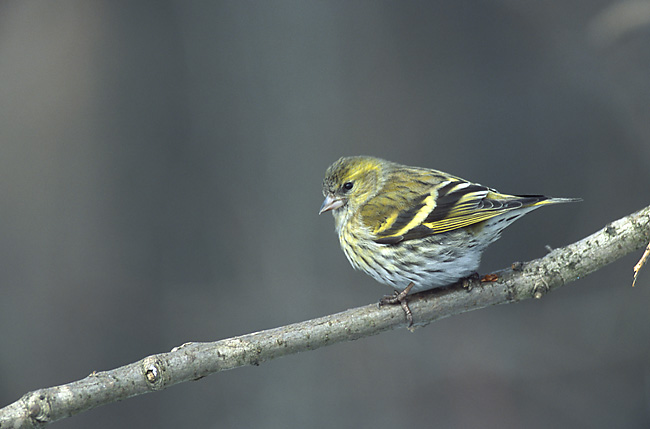
Lluer femella
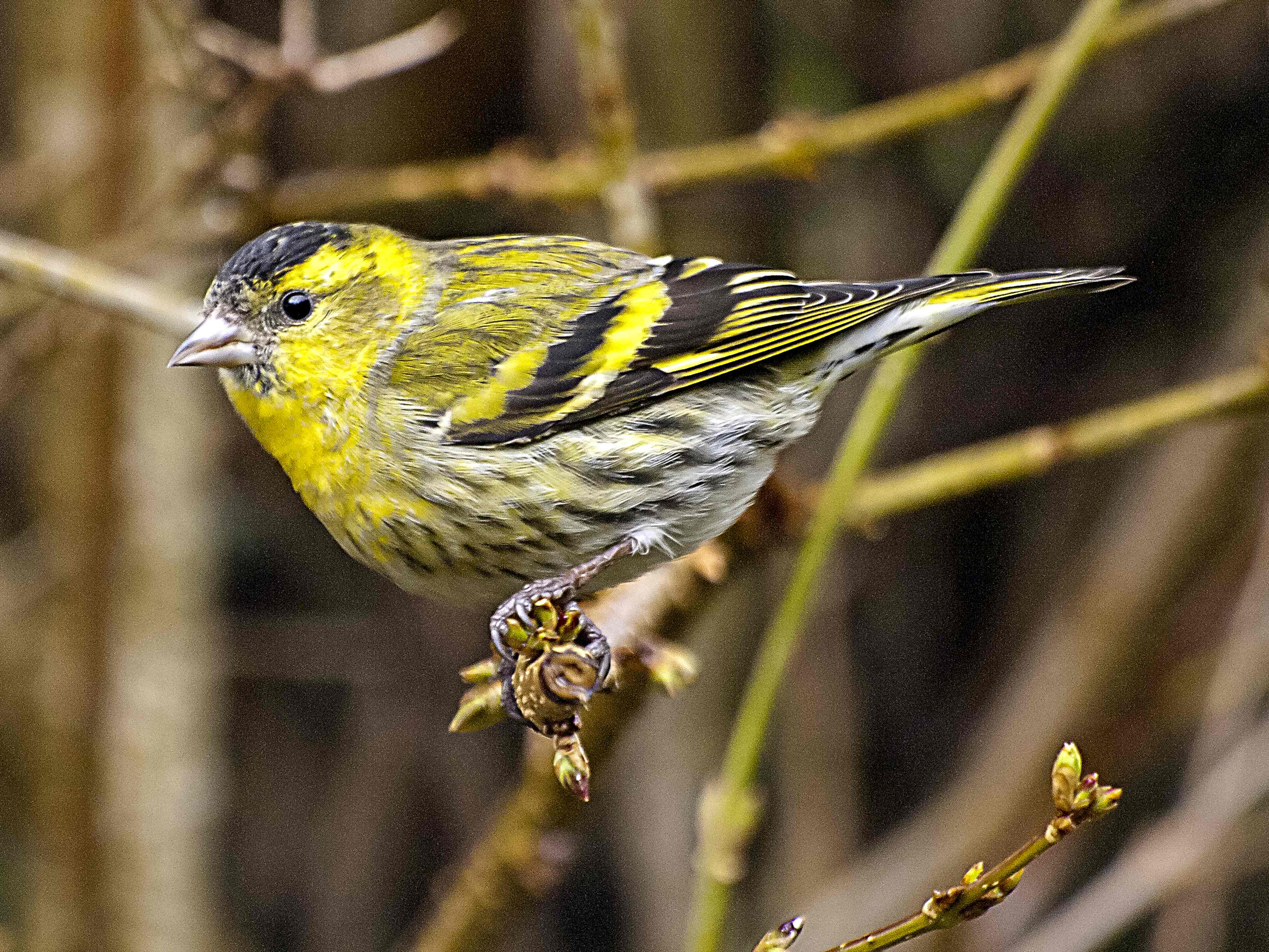
Lluer mascle
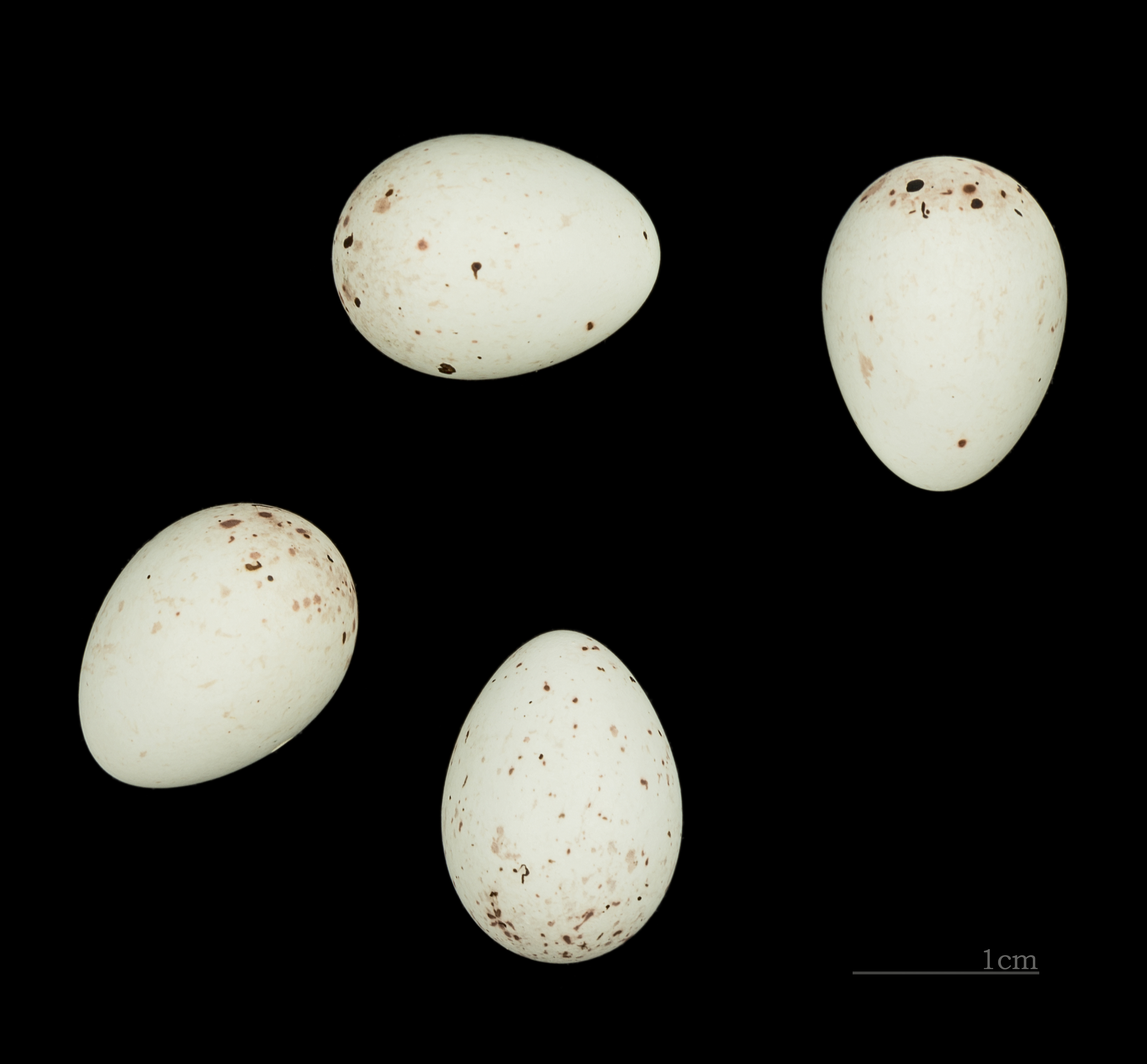
Carduelis spinus